# Qianling
För andra betydelser, se Qianling (olika betydelser).
Qianling (kinesiska: 乾陵, Qiánlíng) är ett gravkomplex från den kinesiska Tangdynastin (618–907). Här är kejsar Gaozong och hans fru, kejsarinnan Wu Zetian, begravda. Qianling är det mest extravaganta och bäst bevarade mausoleet av Tangdynastins arton kejsargravar. Qianling domineras av en lång och bred processionsväg kantad av stora statyer som leder fram till Liangberget som innehåller gravkamrarna. Gravkomplexet finns 75 km nordväst om Xi'an i Kina. Graven har aldrig öppnats.

## Historia
Tangdynastin var en av Kinas verkliga storhetstider och grundades år 618 av Li Yuan. Li Yuans barnbarn Li Zhi blev Tangdynstins tredje kejsare och regerade under namnet Gaozong fram till sin död 683. Bygget av Qianling initierades av kejsarinnan Wu Zetian efter att kejsaren avlidit. I augusti 684 begravdes kejsar Gaozong i Qianling. Kejsarens fru, kejsarinnan Wu Zetian, blev några år efter sin makes död Kinas enda kvinnliga monark och hon regerade Kina från år 690 fram till 705 då hon även avled. År 706 lät kejsar Zhongzong begrava henne som kejsarinnan Wu Zetian tillsammans med sin make i Qianling trots att det fanns stort politiskt motstånd mot detta. Mausoleet var färdigställt år 684 men byggdes ut fram till 706.

## Utförande

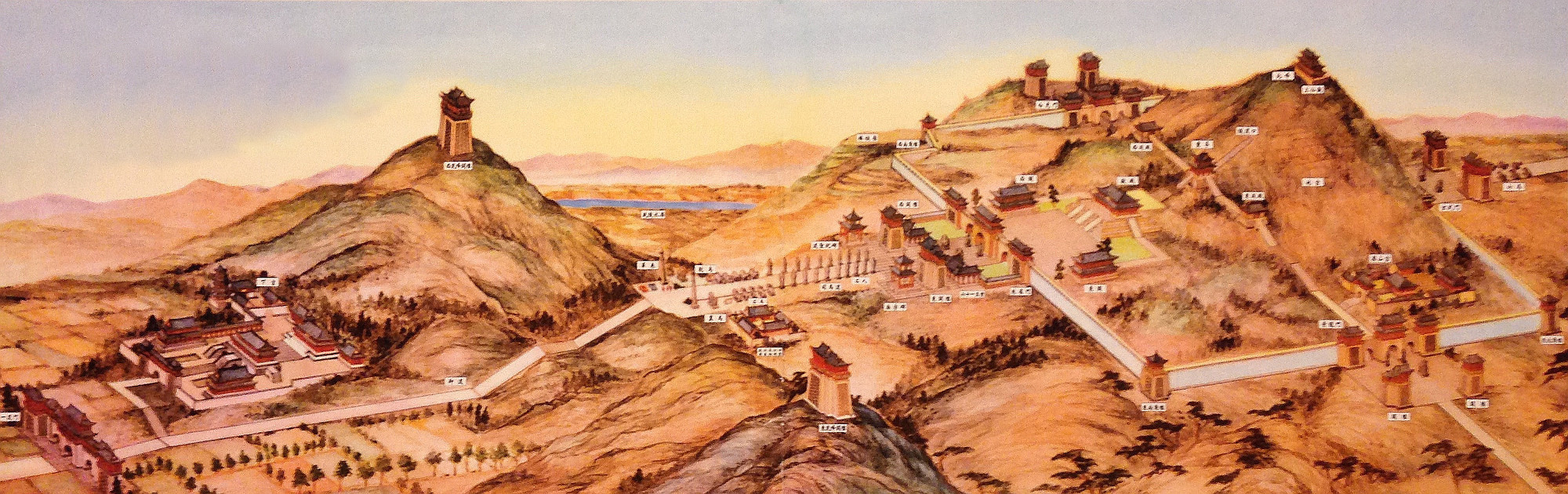
En nutida rekonstruktion av Qianlings troliga utseende under Tangdynastin. Till höger (norr) syns Liangberget omgiven av murar. Till vänster syns de båda Naitou-topparna som omger processionsvägen kantad med statyer.

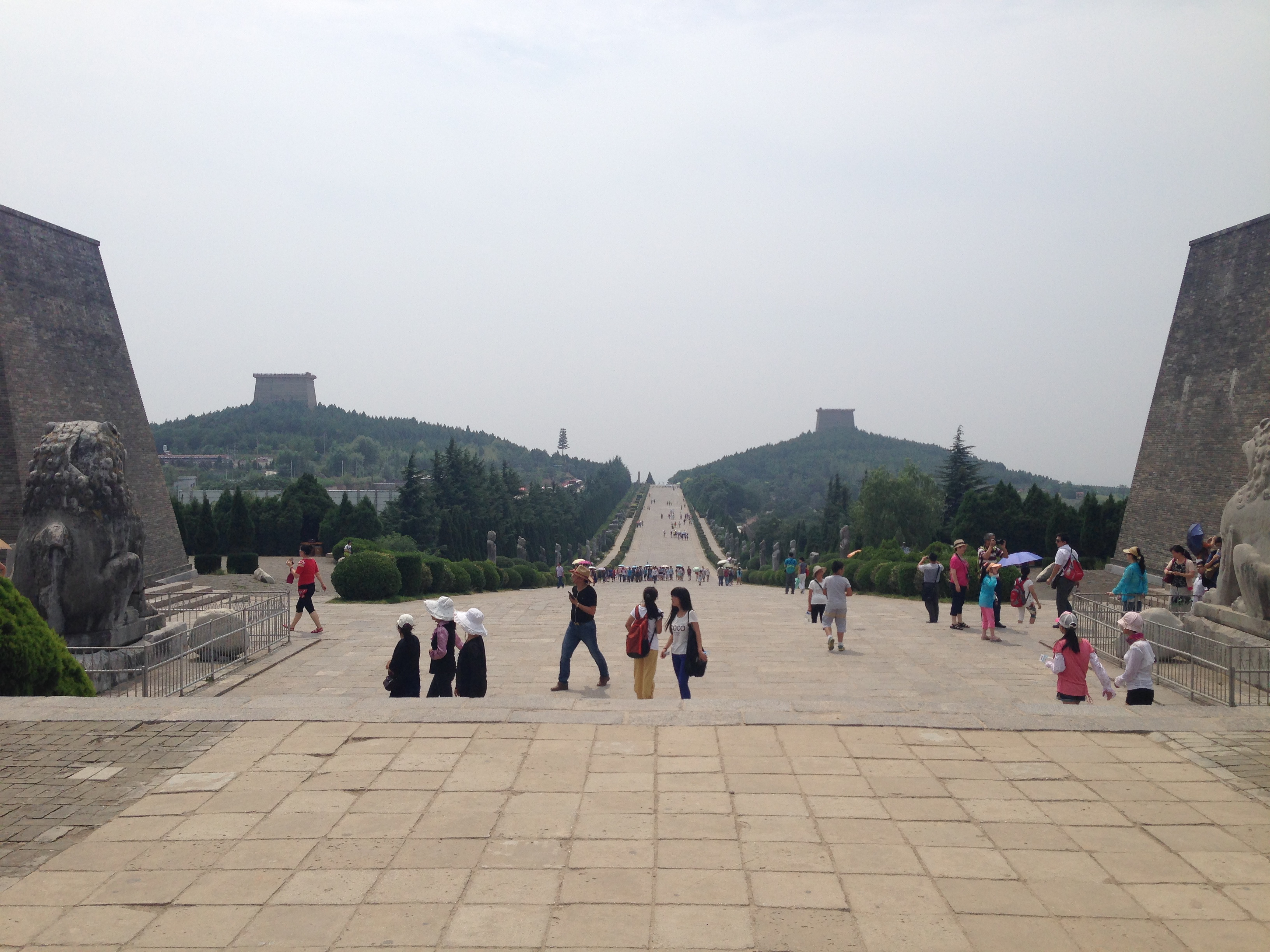
Naitou-topparna med sina torn sedda söderut längs processionsvägen.

Qianling ligger 5 km norr om Qian härad och 75 km nordväst från centrala Xi'an i Shaanxiprovisen i Kina och är den största och mest extravaganta av Tangdynastins gravar. Qianling är uppfört med huvudstaden Chang'an (dagens Xi'an) som förebild. Chang'an var byggt symmetriskt kring den nord-sydliga avenyn Chengtianmen, och detta symboliseras i Qianling av en processionsväg som löper från den främre porten i söder fram till Liangberget i norr med Leoparddalen på öster sida och Sandflodbädden på västra sidan. Liangberget som innehåller gravkamrarna var omgiven av en mur som symboliserade det kejserliga Damingpalatset i Chang'an. Muren som omger Liangberget var nästan kvadratisk och 2,4 meter tjock. Den norra och södra muren var 1 450 meter lång, den östra var 1 582 meter och den västra var 1 438 meter. Mitt på varje sida fanns 2,7 meter breda portar. I området kring Qianling fanns tempel, salar, altare och hundratals bostäder för dem som skötte graven. Det fanns även en yttre mur runt Qianling men bara små delar av den har hittats.

### Gravkamrarna

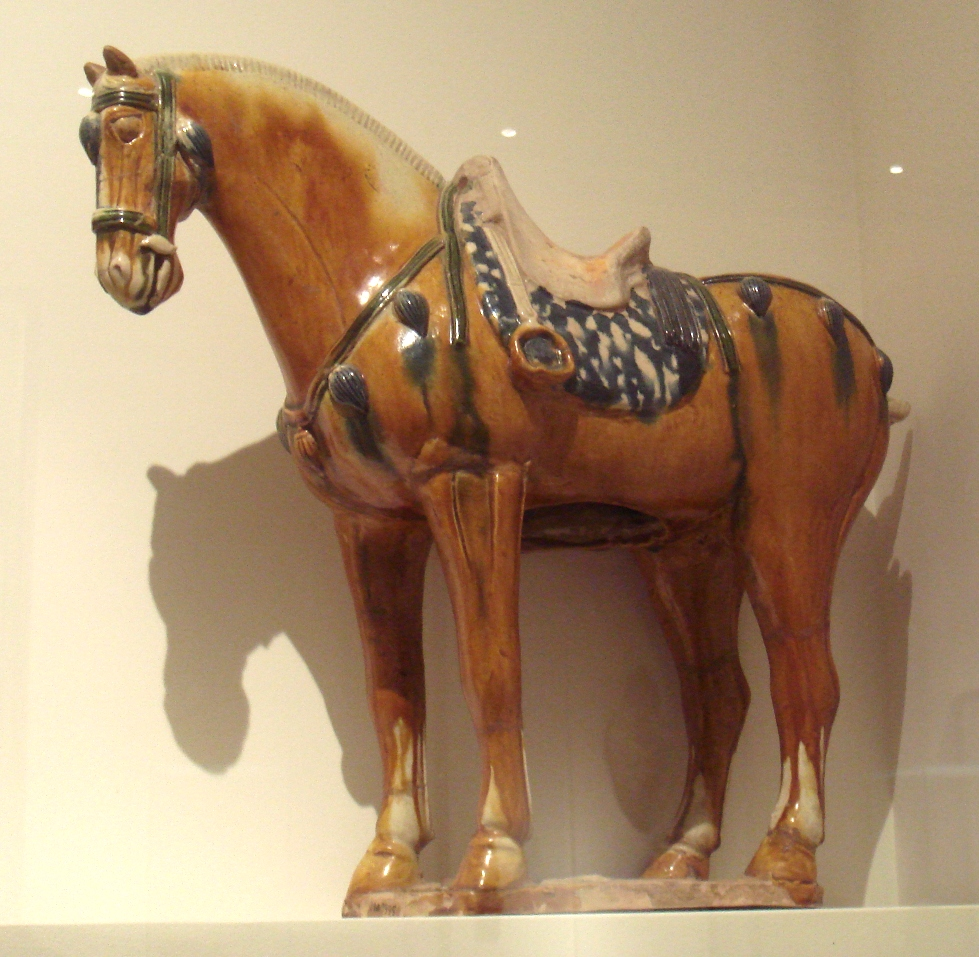
En häst i Tang trippelfärgutförande

Inne i Liangberget finns gravkamrarna där kejsar Gaozong och kejsarinnan Wu Zetian är begravda. Ingången finns halvvägs upp på bergets sydostsida. Gravkammaren har sannolikt aldrig blivit plundrad och är inte utgrävd. Baserat på andra gravar tror arkeologerna att gravkamrarna i Qianling består av tre salar i rad efter varandra från syd mot norr. Historiska skrifter beskriver att gravkammaren förslöts med en stenport förseglad med järn för att vara säker mot gravplundring. En undersökning 1960 visar att en drygt 63 meter lång och 4 meter bred gång leder in till gravens centrum. Gången är fylld med stora stenar som är förankrade med metallplattor. Smält järn och tenn har även hällts i sprickorna för att försluta graven.
Tangdynastins första kejsare Gaozu proklamerade på sin dödsbädd att "Begravningssystemet ska vara enkelt och sparsamt" (園陵制度, 務從儉約.) vilket gjorde att Tangdynastin generellt byggde enklare gravar än tidigare dynastier. Detta för att spara på landets ekonomi, men även för att undvika gravplundring. Den tidigare Handynastin uppförde mycket extrema gravkomplex till en kostnad av normalt en tredjedel, men ibland upp till 50 procent av landets skatteintäkter. Detta ledde dels till en ansträngd statsekonomi och även till ett omfattande plundrande av Handynastins kejsargravar. För att undvika Handynastins tidigare problem byggde Tangdynastin inte stora pyramider över sina kejsargravar, utan grävde i stället ut gravkammare i naturliga berg vilket var en stor kostnadsbesparing. 14 av Tangdynastins 18 kejsare är begravda i naturliga berg. Gravarna fylldes inte heller med lika mycket dyrbara metallskatter som tidigare dynastier, utan i stället av en speciell sorts glaserad keramik, kallad "Tang trippelfärg" (唐三彩 ), vars syfte enbart var att pryda gravar. Gravprydnaderna av Tang trippelfärg var huvudsakligen i färgerna gul, grön och brun och föreställde ofta hästar och kameler. På kejsar Gaozongs sten längs processionsvägen står det skrivet att han fick med sig sina favoritböcker, målningar och sin kalligrafi i graven. Baserat på historiska skrifter uppskattar forskare att graven kan innehålla  totalt 800 ton av målningar, siden, Tang trippelfärgkeramik, guld, silver, juveler och annat gods. Det är även tänkbart att det mycket kända kalligrafiverket Lantingji Xu finns i graven.

### Processionsvägen
Från Qianlings södra port leder en bred processionsväg upp mot Liangberget. Processionsvägen som är mer än en kilometer lång passerar mellan de båda Naitoukullarna med ett torn på varje topp. Vägen omges av ortogonala stenpelare och stora stenskulpturer bestående av ett par hästar med vingar, ett par av fenixfåglar, fem par hästar med sadel och skötare, tio par tjänstemän i form av livvakter, 61 utländska ambassadörer och ett par lejon. Många av statyerna har blivit halshuggna genom historien. Det finns även en stele för Gaozong på västra sidan om processionsvägen, och en motsvarande för Wu Zetian på östra. Gaozongs sten är 6,3 meter hög i sju sektioner och fylld med guldpläterad text om kejsarens prestationer under hans livs. Wu Zetians sten, Qianlings textlösa stele (乾陵无字碑), är 7,5 meter hög och saknar text efter hennes eget önskemål. Hon motiverade detta i sitt testamente med att "Mina förtjänster och brister, ska utvärderas av senare generationer". Intressant i detta sammanhang är att det var Wu Zetian som skrev biografin på kejsar Gaozongs sten.

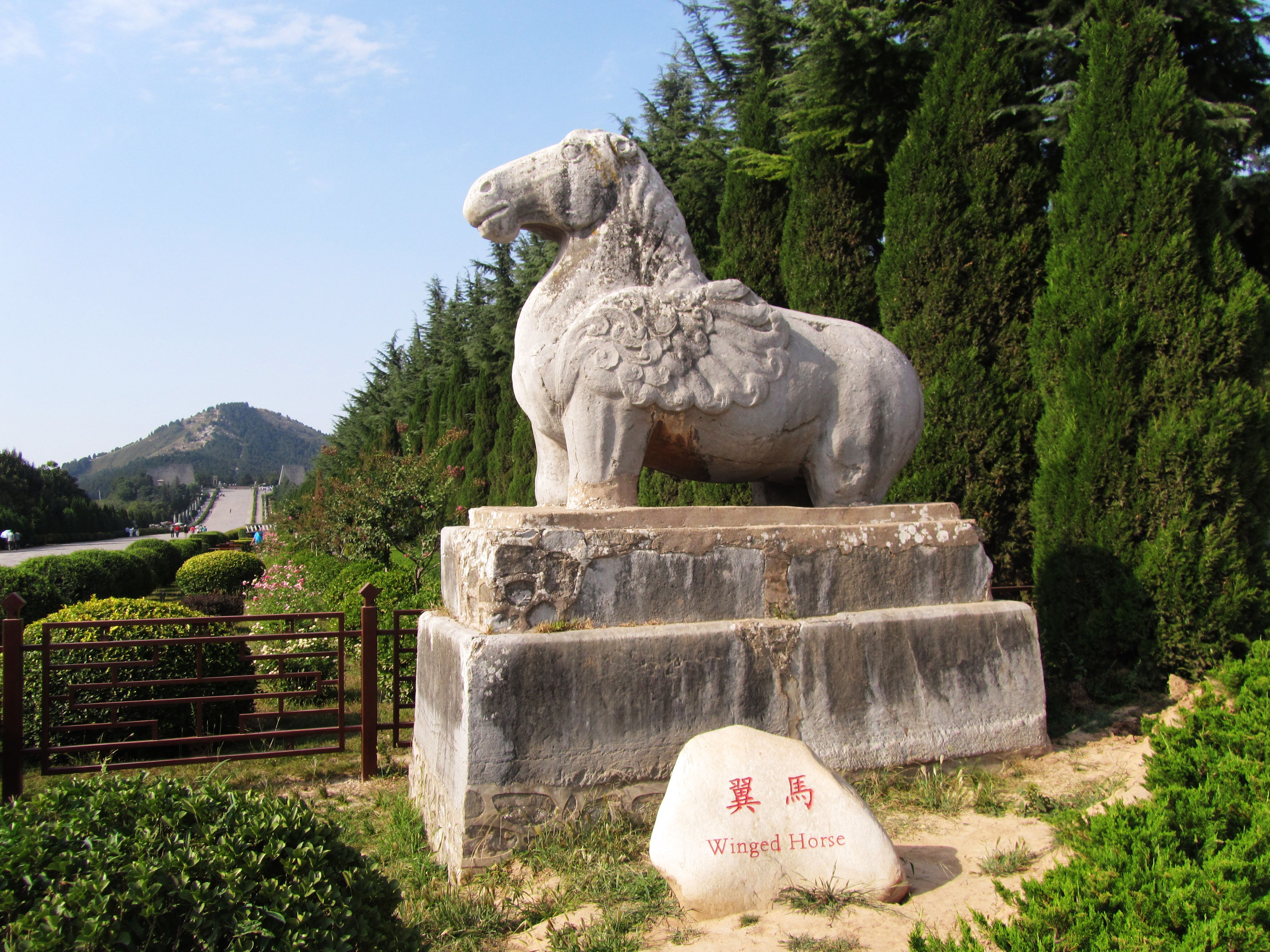
Häst med vingar vid processionsvägen
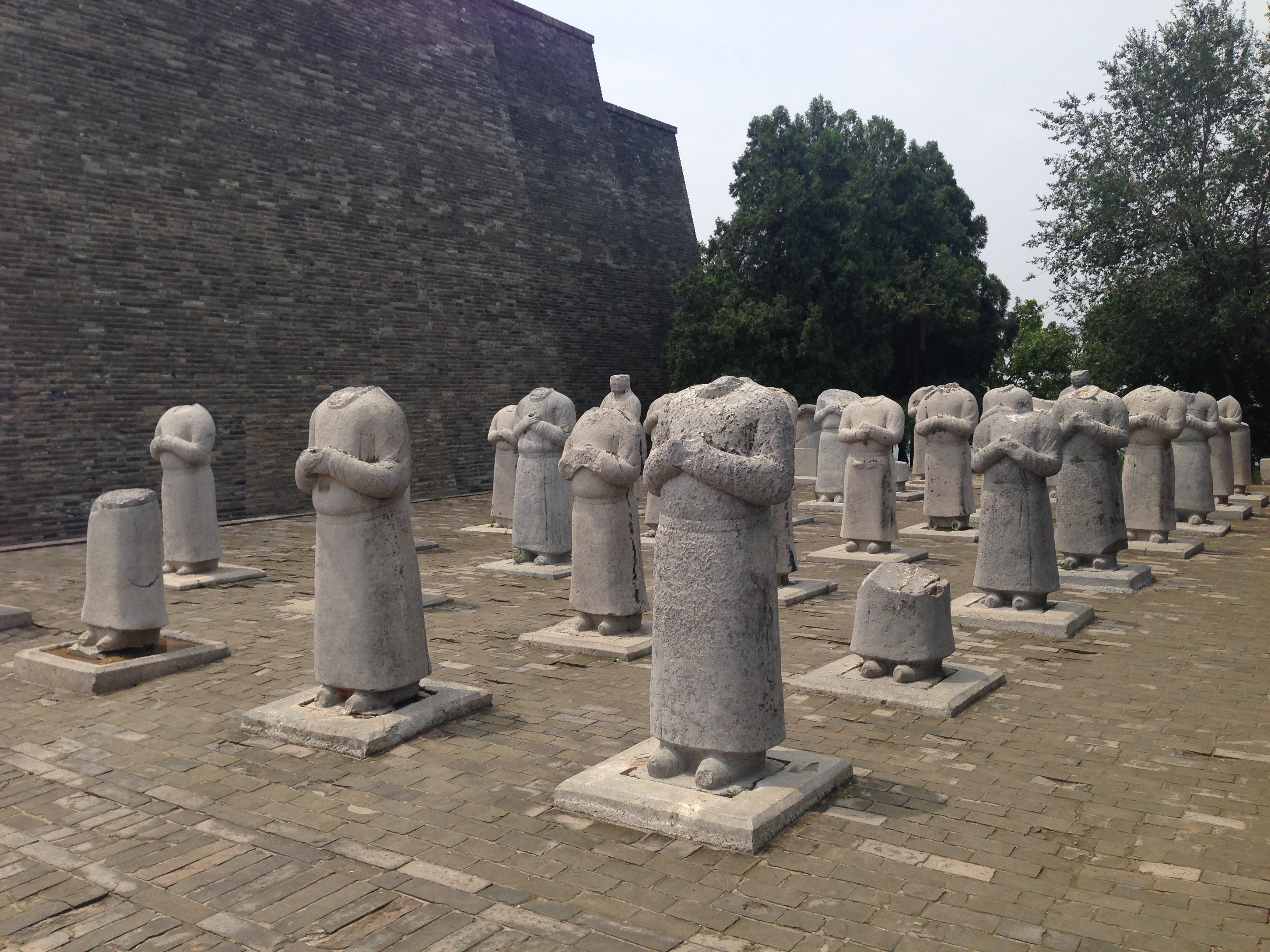
61 utländska ambassadörer vid processionsvägen
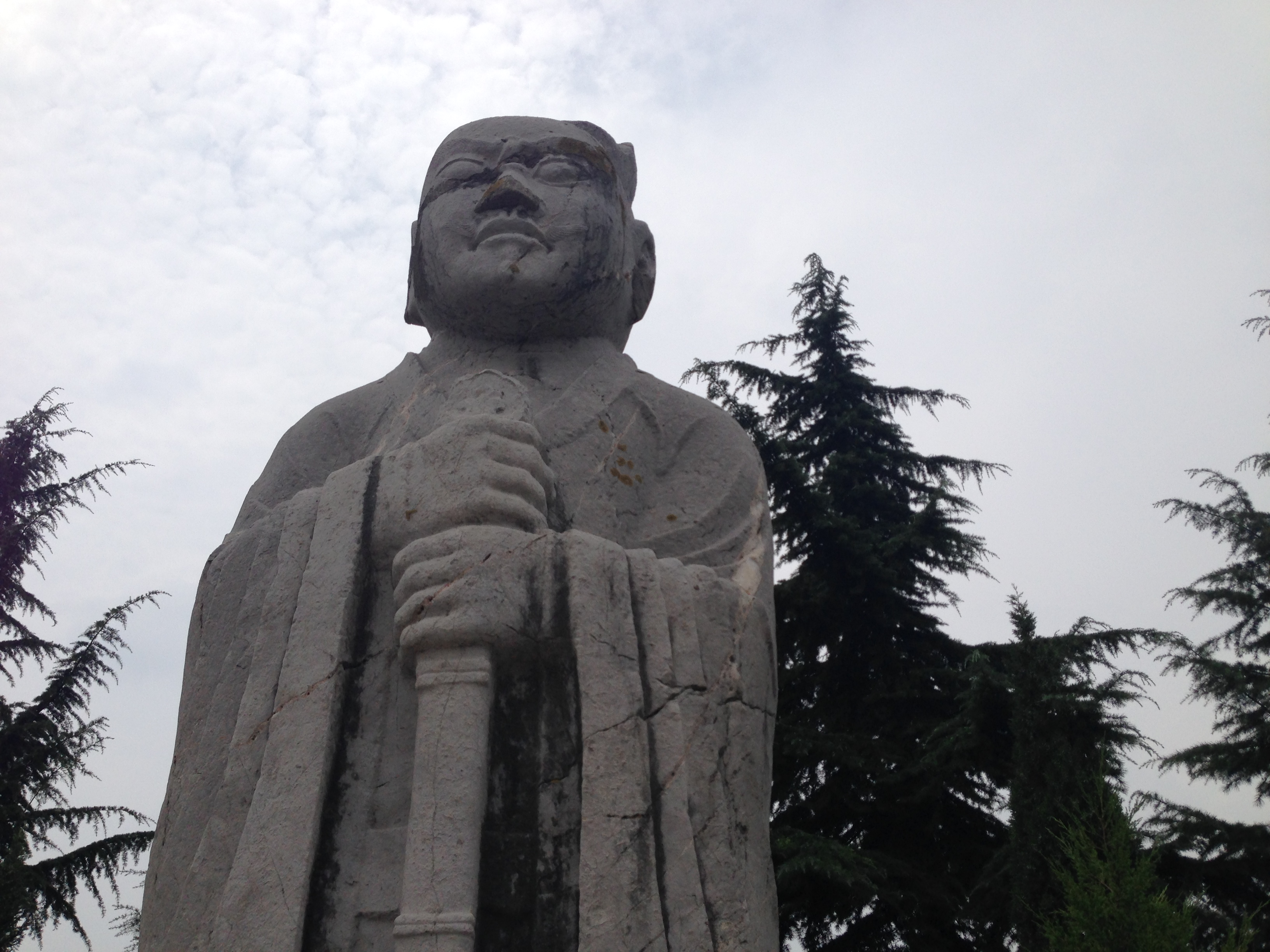
Livvakter vid processionsvägen
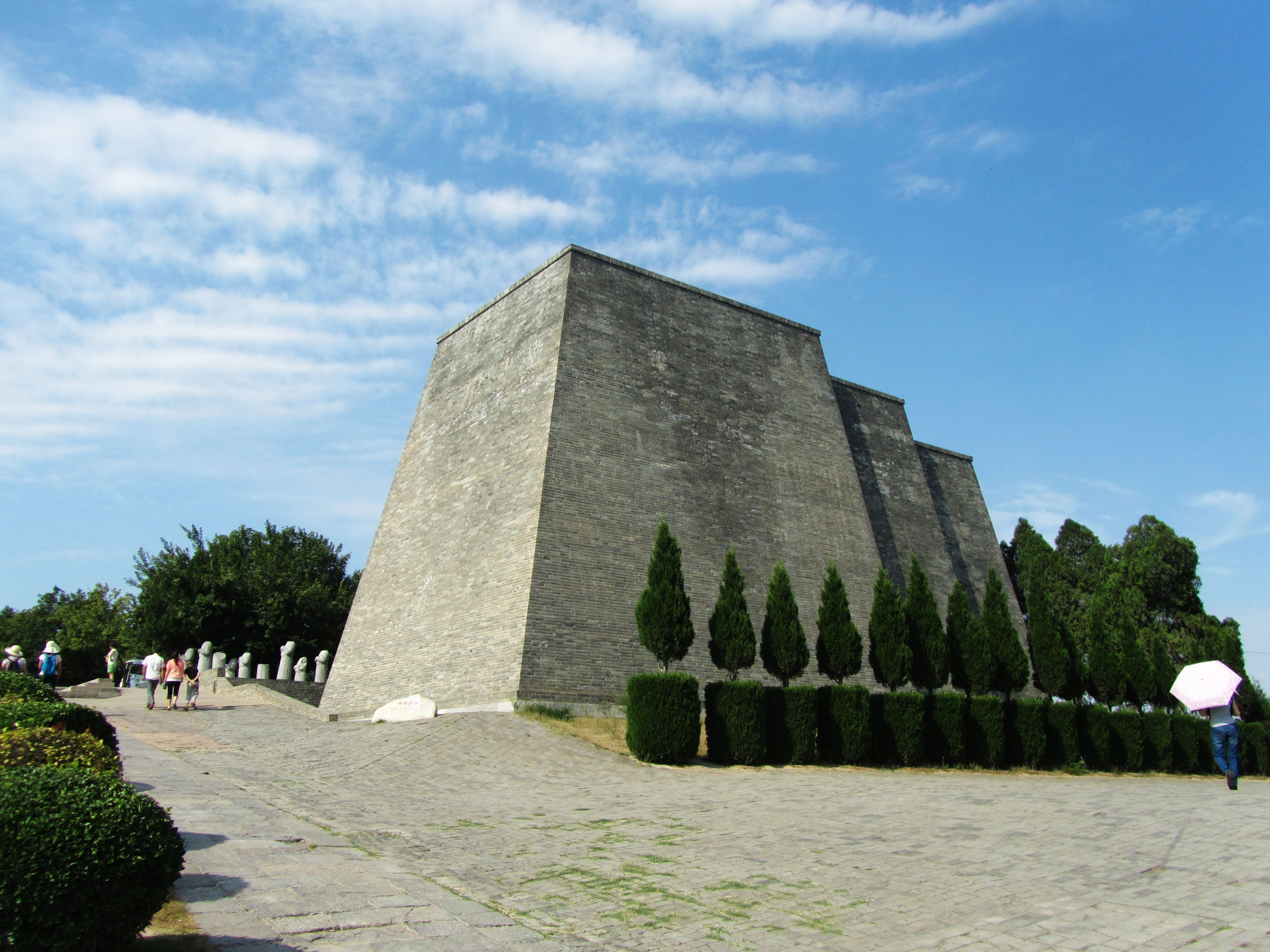
Stenpelare vid processionsvägen
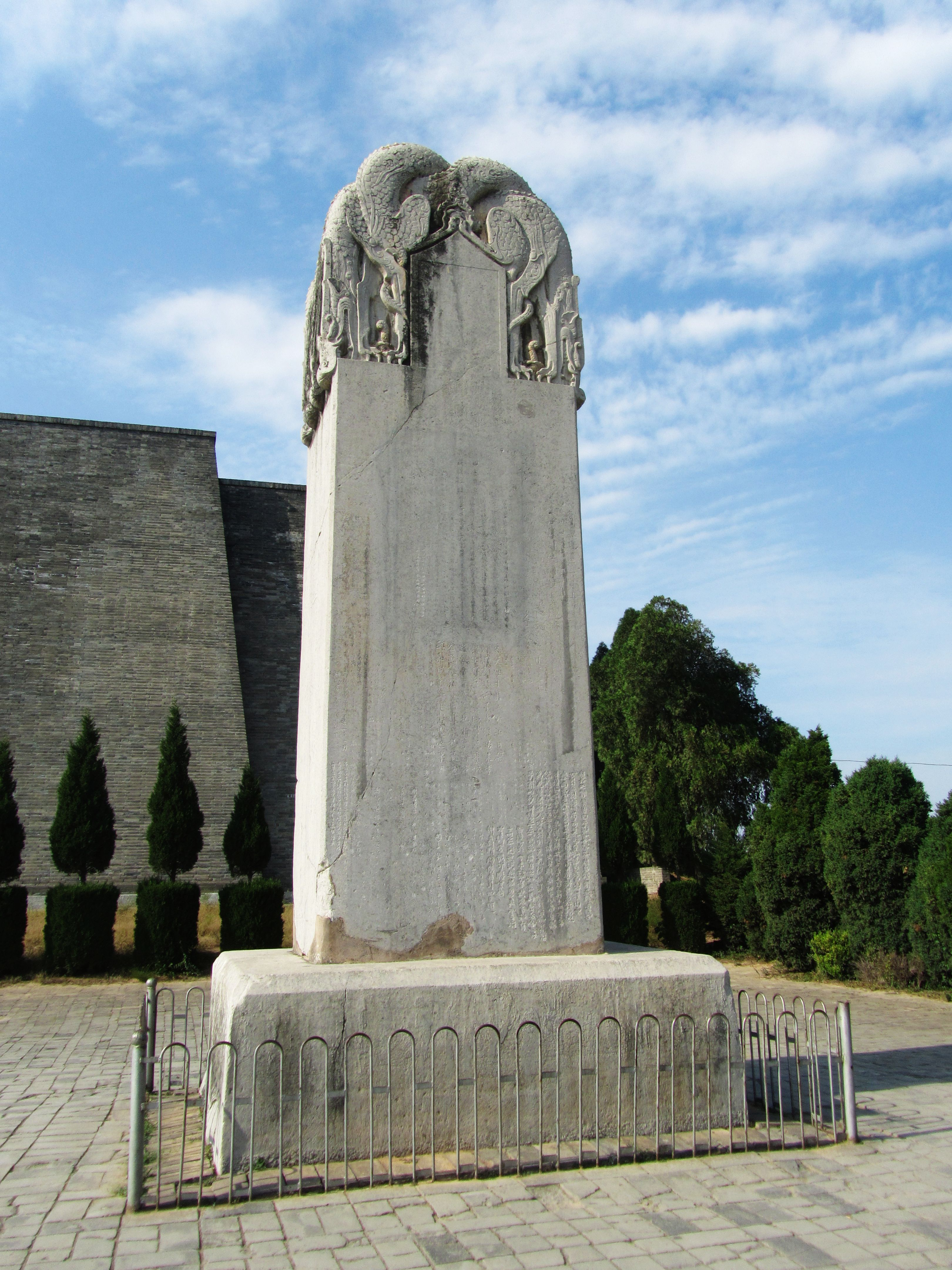
Wu Zetians textlösa stele vid processionsvägen

### Satellitgravar

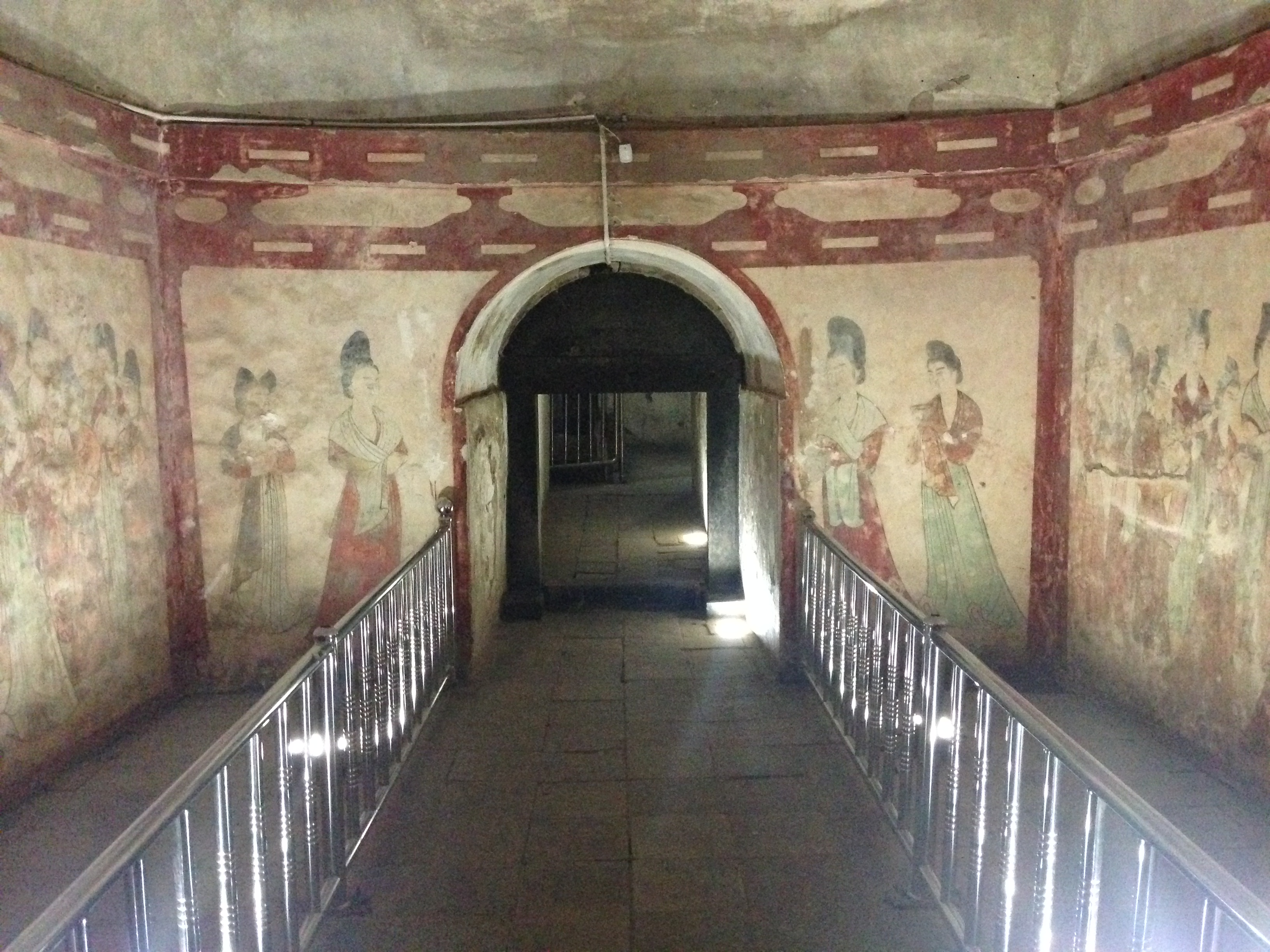
Främre kammaren i prinsessan Yongtais grav.

Qianling omges av totalt 17 gravar. Drygt två kilometer sydöst om Liangberget   finns gravarna efter kronprins Zhanghuai (654-684), kronprins Yide (682-701) och prinsessan Yongtai (684-701). Dessa tre gravar byggdes alla år 706 och har liknande utförande med främre och inre underjordiska kammare nergrävda under handgjorda kullar. Gravarna har liknande storlek och de avlidna är begravda i stenkistor. Gravarnas främre kammare är större än andra motsvarande gravar från Tangdynastin. Gravarna var omslutna av murar och prydda med statyer. Längs väggarna i de starkt lutande gångarna ner mot gravkamrarna finns urtag för prydnadsföremål av Tang trippelfärg. Väggarna är prydda med väggmålningar. Kronprins Zhanghuais grav har en främre kammare som mäter 4,5 x 4,5 meter med 6 meter takhöjd och en inre kammare med måtten 5 x 5 meter och 6,5 meter takhöjd. Graven renoverades år 711. Kronprins Yides grav har en främre kammare på motsvarande  4,45 x 4,54 meter med 6,3 meter takhöjd och en inre kammare på 5 x 5,3 meter med 7,1 meter takhöjd. Prinsessan Yongtais grav har en främre kammare som är 4,7 x 4,9 meter med 5,3 meter takhöjd och en inre kammare som mäter 5,3 x 5,4 meter med 5,5 meter takhöjd. Totalt har 4 300 föremål grävts ut ur dessa tre gravar trots att de alla tidigare har blivit plundrade. Totalt har fem gravar runt Qianling blivit utgrävda under 1960-talet och tidigt 1970-tal.

## Försök till gravplundring
Det har gjorts minst 17 försök att plundra Qianling. Under slutet av Tangdynastin försökte krigsherren Huang Chao med hjälp av 400 000 man öppna graven. På västra sidan av Liangberget grävdes ett 40 m djupt dike, (黄巢沟, 'Huang Chou-diket') men ingången till graven hittades inte. Under De fem dynastierna (907–960) plundrade Wen Tao flera av kejsargravarna från Tangdynastin, men han lyckades inte öppna Qianling. Wen Tao använde 10-tusentals soldater i grävandet, men avbröt på grund av extremt oväder. Tidigt under Republiken Kina försökte Guomindanggeneralen Sun Lianzhong med hjälp av sprängmedel hitta ingången, men även han misslyckades.
Ingången till graven hittades dock av en slump 1958 när lokalbefolkningen sprängde sten till en reparation av den närliggande motorväg 312.

## Qianling idag

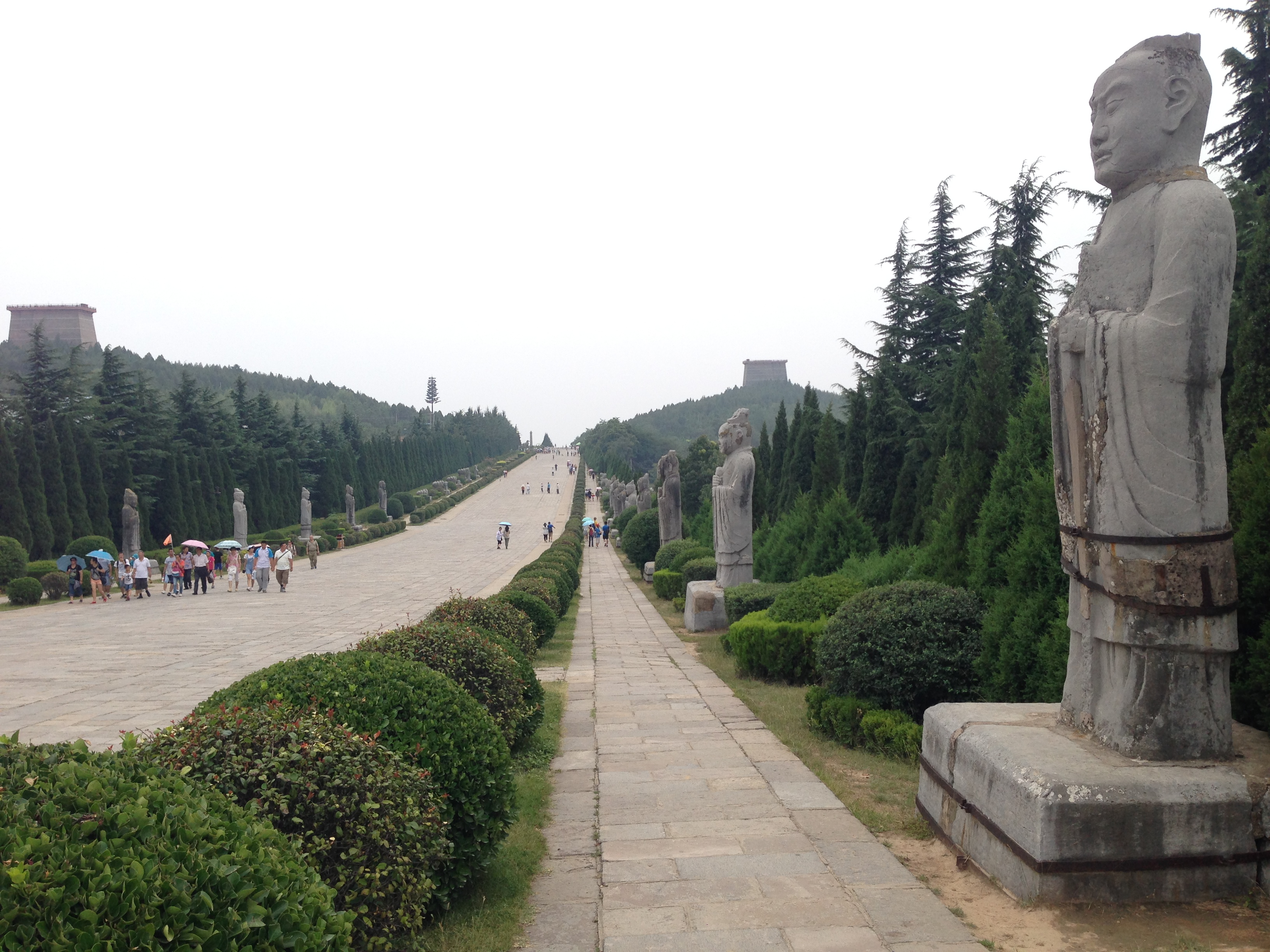
Processionsvägen i riktning söder ut från Liangberget som går att besöka på Qianling Museum.

Qianling är den bäst bevarade kejsargraven från Tangdynastin. Mycket av statyerna kring processionsvägen finns välbevarat men inga byggnader eller murarna finns kvar. 1978 byggdes Qianling Museum som visar Qianling med dess stenskulpturer och Liangberget. De tre satellitgravarna för kronprins Zhanghuai, kronprins Yide och prinsessan Yongtai är utgrävda och öppna för besök. Museet ställer ut artefakter från de utgrävda gravarna och totalt 9 000 föremål visas upp.
Turistnäringen i Shaanxiprovinsen driver starkt frågan om att Qianling, och även Qin Shi Huangdis mausoleum, ska grävas ut då de tros innehålla ofantliga orörda skatter som skulle bli turistattraktioner lika stora som Terrakottaarmén. En anledning till att ett öppnande av Qianling är extra intressant är det faktum att det sannolikt finns kalligrafi och målningar på siden eller papper från 600-talet enligt Gaozongs begäran som finns att läsa på hans sten vid processionsvägen. I dag finns det ytterst få målningar från Tangdynastin på papper eller siden, och att hitta orörda original skulle vara mirakulöst. Ansökan om att få gräva ut Qianling lämnades in år 1986, 1994 och 2000. Myndigheterna är dock överlag restriktiva med utgrävningar av kejsargravar, dels på grund av respekt för deras forna ledare, dels på grund av att det inte finns något säkert sätt att bevara det man hittar i graven. När man 1958 öppnade graven Dingling från Mingdynastin (1368-1644) hade man stora problem att bevara siden och andra fynd från graven.

## Sädesfältscirklar
År 2006 observerades från flygfototografering minst tio olika sädesfältscirklar i ett område tre till fem kilometer från Qianling. De flesta ringarna har en diameter av 30 till 40 meter och den mest iögonfallande har en diameter på 110 meter. Bredden på den största ringen är tre meter. Ringarna är svåra att observera från marken. I centrum för den största ringen finns en av satellitgravar till Qianling, men det är inte fastslaget om ringen har någon koppling till graven. Arkeologerna tror att ringarna kommer av något äldre markarbete.